# Waldo Ballivián (municipio)
Waldo Ballivián es un municipio boliviano ubicado en la provincia de Pacajes del departamento de La Paz. La capital del municipio es la localidad de Tumarapi.  
Según el último censo oficial realizado por el Instituto Nacional de Estadística de Bolivia (INE) en 2012, el municipio cuenta con una población de 5.069 habitantes y está situado a una altitud promedio de 4000 metros sobre el nivel del mar. El municipio posee una extensión superficial de 117 km² y una densidad de población de 43,32 hab/km² (habitante por kilómetro cuadrado).

## Toponimia
Se llama así en homenaje al Capitán Waldo Ballivián Soria Galvarro (12 de agosto de 1917 - 21 de julio de 1946), excombatiente del Batallón Tres Pasos al Frente en la Guerra del Chaco y Edecán del Presidente de la República Gualberto Villarroel Lopez. Murió linchado y fue colgado en Plaza Murillo junto al Presidente Villarroel y a su secretario.

## Demografía
De acuerdo con el censo boliviano de 2024, la población del municipio de Waldo Ballivián es de 6 557 habitantes.
La población del municipio se triplicó entre 1992 y 2024:
| Año  | Población | Fuente                  |
| ---- | --------- | ----------------------- |
| 1992 | 1 336     | Censo boliviano de 1992 |
| 2001 | 1 657     | Censo boliviano de 2001 |
| 2012 | 5 069     | Censo boliviano de 2012 |
| 2024 | 6 557     | Censo boliviano de 2024 |